# Hubert Cecil Booth
Hubert Cecil Booth, född 4 juli 1871 i Paris, död 14 januari 1955 i Croydon, England, var en brittisk ingenjör som uppfann den första motordrivna dammsugaren.
Han har också utformat pariserhjulet,  hängbroar och fabriker. Senare blev han ordförande och VD för det brittiska Vacuum Cleaner and Engineering Co. 

## Biografi
Booth föddes i Paris men flyttade med sin familj till Gloucester när han var två månader gammal. Han utbildades på Gloucester College och Gloucester County School under rektorn pastor H. Lloyed Brereton. År 1889 började han vid Central Technical College, City and Guild, London , där han fullgjorde en treårig utbildning i anläggnings- och maskinteknik under professor William Cawthorne Unwin. Han tog sin examen (ACGI) som kurstvåa och blev sedan student vid Institution of Civil Engineers. 
I december 1892 började han arbeta som civilingenjör vid ritkontoret hos Maudslay Sons & Field, Lambeth, London. I denna befattning konstruerade han broar och stora pariserhjul för nöjesparker i London, Blackpool, Paris, och Wien. Booth arbetade också med utformningen av motorer till marinfartyg för Royal Navy.

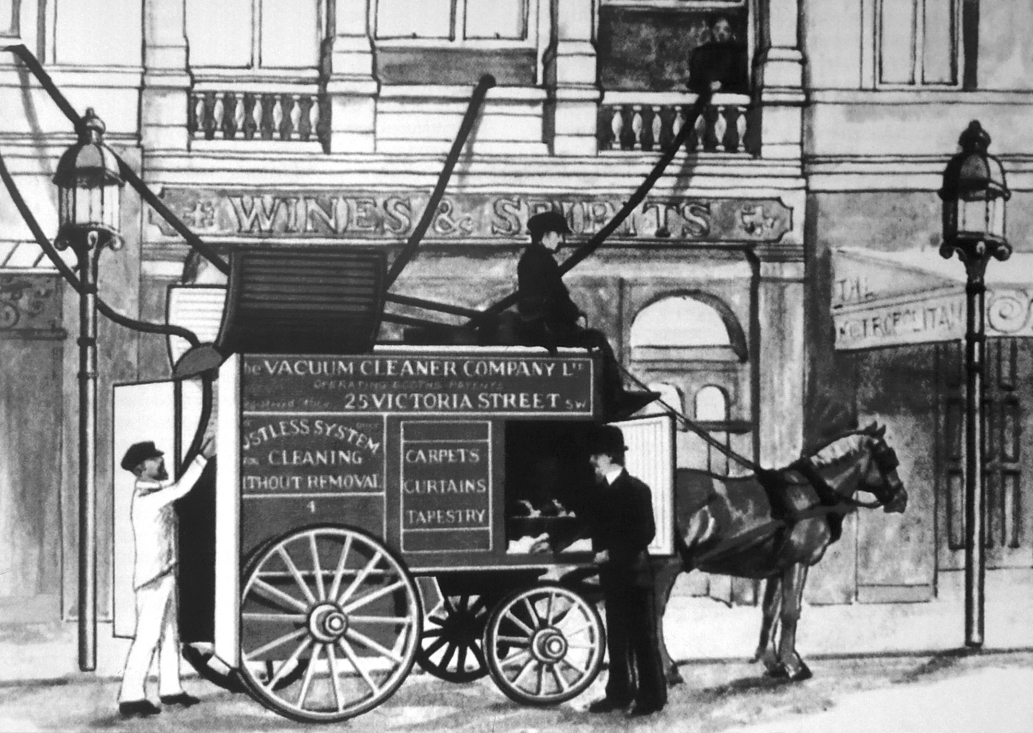
Booths hästdragna dammsugare, 1901.

Efter att ha sett en något bristfällig demonstration av ett tryckluftsbaserat rengöringssystem för järnvägsvagnar på St Pancras station kom Booth fram till att man kan få ett bättre system genom att suga luft genom ett filter. Därmed uppfann han en tidig version av dammsugaren, som sedan tillverkades av Fielding & Platt i Gloucester. Hans tillvägagångssätt var emellertid bättre lämpat för industriellt bruk än för hushållsanvändning, och hans företag blev därför snart omkört av hans konkurrent, Henry Hoover. Han fick dock brittiskt patent på sin produkt den 18 februari och 30 augusti 1901, och hans företag fortsatte att specialisera sig på industridammsugare. Innan Booth introducerade sin version av dammsugaren, blåste eller borstade städmaskinerna bort smutsen i stället för att suga upp den. Alla moderna dammsugare är baserade på Booths princip.